# 十二斑蜻蜓
十二斑蜻蜓（学名：Libellula pulchella）是蜻蛉目下的一种蜻蜓
，
分布于美国与加拿大南部
。

## 描述
它们的四只翅膀总共有十二个黑色斑点。
雄性翅膀上还有白色斑点，位于黑色斑点之间；成熟的雄性腹部会呈青蓝色。
雌性腹节边有黄条
。